# Deutz F2L 514/51
Der Deutz F2L 514/51 ist ein Schlepper, den Klöckner-Humboldt-Deutz von 1951 bis 1953 herstellte. In der Typenbezeichnung werden die wesentlichen Motorkenndaten angegeben: Fahrzeugmotor mit 2-Zylindern und Lüftkühlung der Baureihe 5 mit einem Kolbenhub von 14 cm. Hinter dem Schrägstrich wird die eigentliche Modellnummer angegeben.
Gegenüber dem Vorgängermodell F2L 514/50 verfügt der in rahmenloser Blockbauweise konstruierte Schlepper über eine Mehrleistung von 2 PS, die durch eine Drehzahlerhöhung von 1550 auf 1650/min erreicht wurde. Der luftgekühlte Zweizylinder-Dieselmotor leistet damit 30 PS (22,1 kW) und ermöglicht eine Höchstgeschwindigkeit von 23 km/h. Als Getriebe verwendete KHD das A-15-Getriebe der Zahnradfabrik Friedrichshafen mit fünf Vorwärtsgängen und einem Rückwärtsgang. Zubehör, wie etwa ein Mähantrieb, eine Riemenscheibe, eine Zapfwelle oder ein hydraulischer Kraftheber ermöglichten einen vielseitigen Einsatz.